# Дача Постниковых — Коншиных — Манташева
Дача Постниковых — Коншиных — Манташева — здание в Северном административном округе города Москвы, расположенное по адресу Ленинградский проспект, д. 21. Здание считается первым каменным зданием, построенным за Тверской Заставой после пожара 1812 г.

## История
Здание построено в 1840 году в неоклассическом стиле в соответствии проектом, разработанным под руководством М. Д. Быковского. В то время вдоль Петербургского шоссе (в настоящее время Ленинградского проспекта) развивалось строительство дач, и были разработаны различные проекты дачных домов, выполненные в разнообразных архитектурных стилях, из которых одним из немногих оставшихся в настоящее время является дача Постниковых — Коншиных — Монташева. Перестройка особняка на рубеже XIX и XX вв. была проведена под руководством архитекторов Ф. О. Шехтеля и А. Э. Эрихсона.
Первые владельцы особняка неизвестны. В 1880-е годы дом покупает купец А. М. Постников. После его смерти участок и дом переходят во владение московского промышленника С. Н. Коншина. В этот период была проведена реконструкция здания по проекту А. Э. Эрихсона. В 1914 году дом переходит во владение И. А. Манташеву. Проводится реконструкция здания, к нему пристраивается двухэтажный объём с полукруглыми окнами на первом этаже и прямоугольными окнами на втором этаже. Также под руководством Ф. О. Шехтеля выполнена часть парадных интерьеров здания.
В советский период в здании размещались квартиры сотрудников Академии им. Н. Е. Жуковского, а с 1949 г. в помещениях функционировал Дом Пионеров. В 1970-е годы в мастерской, расположенной в здании, работал мультипликатор Ю. Б. Норштейн.
В 1980-е и 1990 годы здание неоднократно горело, что привело к потере некоторых элементов фасада и интерьера.
Капитальный ремонт здания был поведен в 1995 году, а в настоящее время планируется проведение реставрационных работ, включающих ремонт кровли, лестницы и оконных рам. На основе исторических документов планируется восстановление декора здания и паркета.